# Otto Schöniger
 (novembre 2020).
Otto Schöniger (né le 28 décembre 1889 à Jiřice, mort en juillet 1958 à Prague) est un cavalier de dressage tchécoslovaque.

## Carrière
Il participe à l'épreuve de dressage aux Jeux olympiques d'été de 1924 à Paris, où il finit à la 18e place en individuel, aux Jeux olympiques d'été de 1928 à Amsterdam, où il finit à la 10e place en individuel et 5e en équipe et aux Jeux olympiques d'été de 1936 à Berlin, où il finit à la 28e place en individuel et 8e en équipe.